# 新音駅
新音駅 （シンウムえき）は、大韓民国慶尚南道咸安郡にかつて存在した韓国鉄道公社の駅である。

## 歴史
- 1923年12月1日 - 開業[1]。
- 1927年6月1日 - 廃駅。

## 隣の駅
慶全線
咸安駅 - 新音駅 - 郡北駅